# Melanozosteria jungii
Melanozosteria jungii es una especie de cucaracha terrestre del género Melanozosteria, tribu Polyzosteriini, subfamilia Polyzosteriinae. Fue descrita científicamente por Tepper en 1895.

## Distribución
Se distribuye por Oceanía: Australia.